# La diligencia
La diligencia (título original en inglés: Stagecoach) es una película estadounidense de 1939 del género wéstern dirigida por John Ford y protagonizada por Claire Trevor y John Wayne en su primer papel importante. Basada en el relato "The Stage to Lordsburg" de Ernest Haycox, la película sigue a un grupo de extraños que viajan en una diligencia a través del peligroso territorio apache.
Siendo el primer wéstern sonoro de Ford tras una ausencia de trece años, se la considera como el primer wéstern adulto, ayudando a resurgir el género. Ganó dos premios Óscar: al mejor actor de reparto (Thomas Mitchell) y a la mejor banda sonora; y tuvo otras cinco candidaturas: a la mejor película, al mejor director, a la mejor dirección artística, a la mejor fotografía y al mejor montaje. Forma parte del AFI's 10 Top 10 en la categoría "Western" y es considerada como una de las méjores películas de ese género en cintas clásicas, junto a Río Rojo (1948), High Noon (1952), Shane (1953), The Searchers (1956) y Cat Ballou (1965).
En 1995, la película fue considerada «cultural, histórica y estéticamente significativa» por la Biblioteca del Congreso de Estados Unidos y seleccionada para su preservación en el National Film Registry. Se encuentra el top 4 de la lista de las 100 mejores películas de acción de todos los tiempos según la revista GQ.

## Argumento
En un pueblo de Arizona en los años 1880, la Liga por las buenas costumbres y la decencia expulsa del pueblo a Dallas, una prostituta, y Josiah Boone, un médico borracho. Ambos son obligados a subir a la diligencia que va a salir de la ciudad con destino a Lordsburg, Nuevo México. 
A la diligencia se unen la dama sureña Lucy Mallory, que está embarazada y va a reunirse con su marido, capitán de la caballería; Ellsworth Gatewood, un banquero que se ha apropiado de dinero de su banco; Hatfield, un jugador de ventaja y antiguo soldado confederado que ofrece su protección a la señora Mallory; y finalmente Samuel Peacock, un comerciante de alcohol.
Llegan dos noticias antes de que el telégrafo sea cortado por los indios. Una es que Gerónimo y sus apaches chiricauas están en la región. La segunda es que el pistolero Ringo Kid se ha escapado de prisión y se encuentra por la región. Esto lleva al sheriff de la ciudad, Curly Wilcox, a unirse a la diligencia como protección, a pesar de que es amigo de Ringo y su familia.
Al poco de iniciar su camino, la diligencia se encuentra con Ringo Kid, que sube a la diligencia para dirigirse a Lordsburg, pues allí viven los hermanos Plummer, que asesinaron a su padre y su hermano, y de los cuales se quiere vengar. Sin embargo, la presencia del sheriff y los soldados hace que Ringo entregue sus armas.
El viaje continúa y la tensión entre los personajes va creciendo. Pronto nace el amor entre Dallas y Ringo, ignorante de la condición de esta, mientras el doctor Boone, cada vez más borracho, bebe las muestras del comerciante de bebidas alcohólicas.
En la última posta, la señora Mallory se pone de parto, pero gracias a los cuidados de Dallas y del doctor Boone (previamente espabilado con mucho café salado) consigue dar a luz sin percances. Cuando la diligencia se acerca a Lordsburg, en lo alto de una montaña aparecen unos indios. Se produce una batalla entre los indios y los pasajeros de la diligencia. Ringo es liberado de sus esposas y con su Winchester sube a lo alto de la diligencia y gasta sus balas matando indios. No le van a la zaga el doctor Boone y Hatfield. Sin embargo, las balas se acaban y los tripulantes de la diligencia están perdidos. Hatfield, con su última bala, va a dar muerte a la señora Mallory para que no la capturen los indios con vida, cuando es alcanzado por una bala india y no puede cumplir su propósito. Justo entonces una trompeta suena a lo lejos: llega la caballería salvadora y los indios son derrotados.
La diligencia es escoltada hasta Lordsburg. Al llegar, las autoridades están esperando a la diligencia. Pero cuando el sheriff se dispone a entregar a Ringo, el que les interesa es el banquero Gatewood, cuyo banco ha alertado del desfalco cometido por él.
Mientras las autoridades están ocupadas con el banquero, Ringo le pide al sheriff, bajo palabra de volver, un momento para estar con Dallas y un arma para cumplir con su misión. El sheriff accede pensando que el arma no tiene balas, pero Ringo ha guardado tres en su sombrero, una para cada hermano Plummer.
Tras sincerarse con Dallas y encargar al sheriff que cuando le vuelva a detener la lleve a su rancho, Ringo se dirige a la calle principal para enfrentarse a los hermanos Plummer. En el duelo, Ringo se lanza al suelo y dispara contra sus oponentes, matando a los tres. 
Ringo vuelve para cumplir su palabra con el sheriff, pero este le hace montar en una carreta con Dallas para que se marche a su rancho con ella, pues le sabe inocente del crimen por el que había sido acusado y considera justo que haya matado a los Plummer.

## Reparto
- Claire Trevor: Dallas.
- John Wayne: Henry "Ringo Kid".
- Thomas Mitchell: Doc Boone.
- Andy Devine: Buck.
- John Carradine: Hatfield.

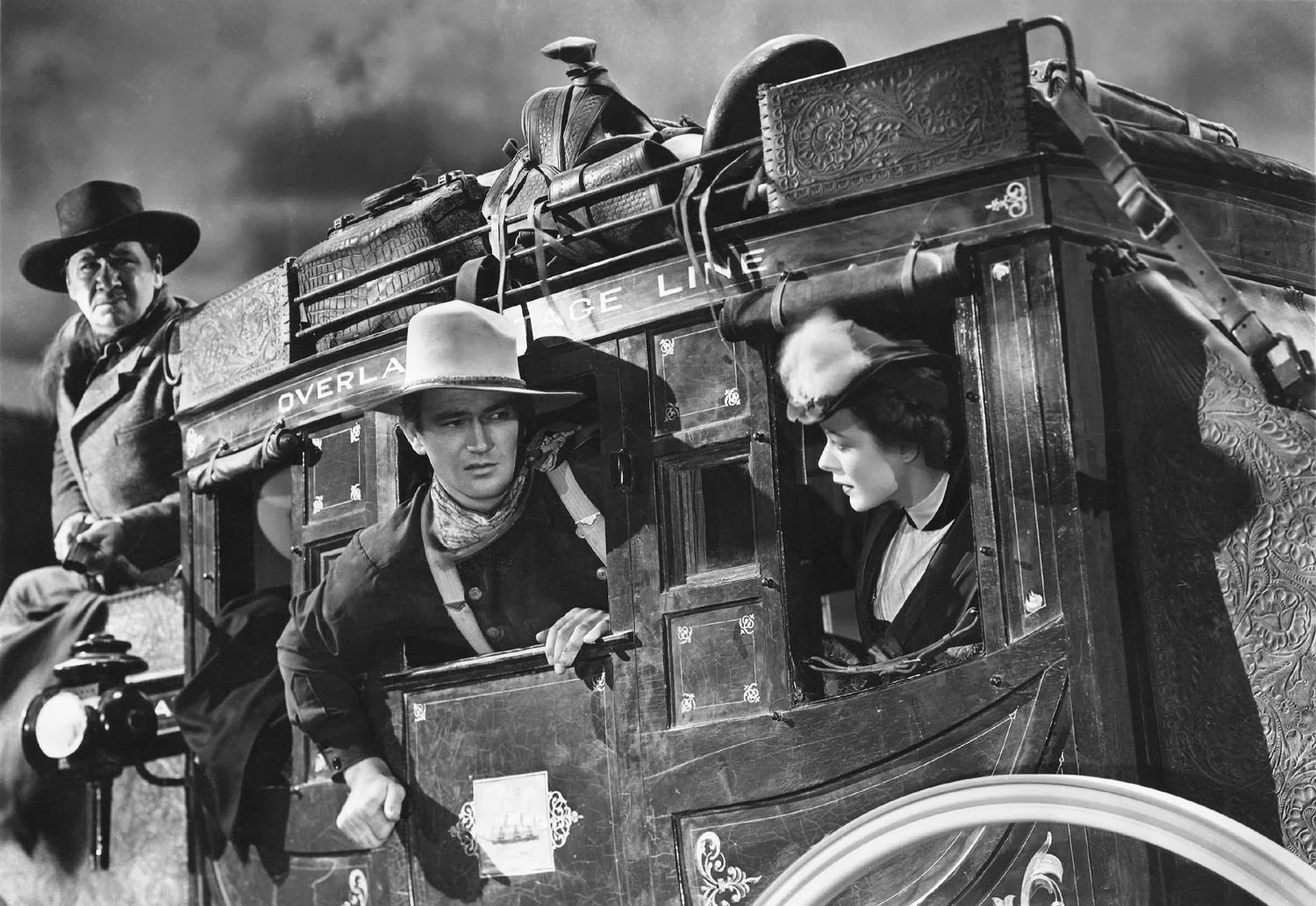
George Bancroft, John Wayne y Louise Platt en una foto publicitaria de la película.

- George Bancroft: Sheriff Curly Wilcox.
- Louise Platt: Lucy Mallory.
- Donald Meek: Samuel Peacock.
- Berton Churchill: Henry Gatewood.
- Tim Holt: Teniente Blanchard.

Sin acreditar
- Jefe John Big Tree: explorador indio.
- Yakima Canutt: explorador de caballería.
- Nora Cecil: casera de Boone.
- Francis Ford: sargento Billy Pickett.
- Brenda Fowler: Sra. Gatewood.
- William Hopper: sargento.
- Duke R. Lee: sheriff de Lordsburg.
- Chris-Pin Martin: Chris, posadero.
- Vester Pegg: Hank Plummer.
- Jack Pennick: Jerry, camarero de Tonto.
- Joe Rickson:  Ike Plummer.
- Elvira Ríos: Yakima, esposa india de Chris.
- Jefe White Horse: jefe indio.

## Producción

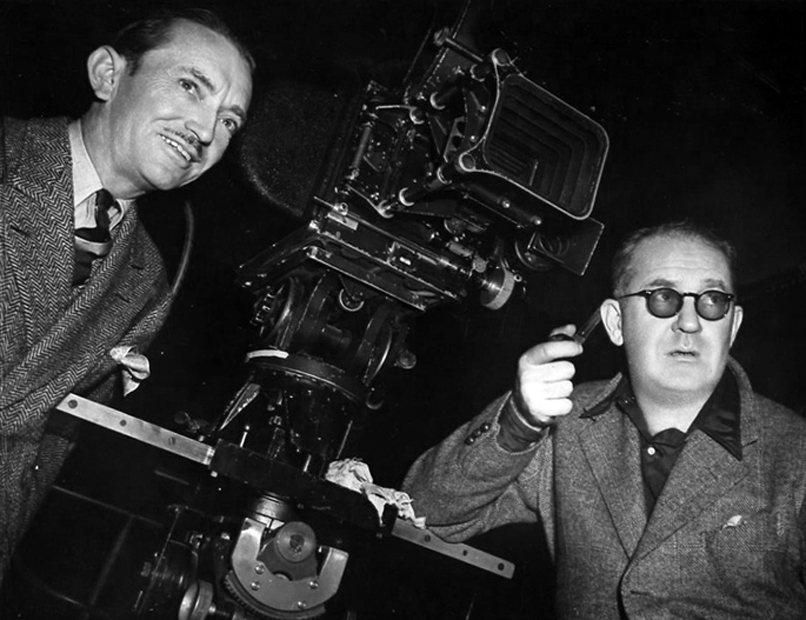
Bert Glennon (camarógrafo, izquierda) y John Ford en el rodaje de La diligencia.

Al principio quisieron a Gary Cooper y a Marlene Dietrich como actores principales, pero John Ford se negó y escogió a John Wayne y Claire Trevor en su lugar.  También contrató a trescientos indios de la reserva cercana de los navajos para que hicieran de apaches. Solo Many Mules, que interpreta a Gerónimo, era auténticamente apache.
El rodaje de la película se hizo en Monument Valley, ya que no tenía camino pavimentado, lo que lo convertía en el lugar ideal para la filmación. La filmación empezó el 31 de octubre de 1938 y duró 47 días. No se hizo en color para ahorrar dinero. Cabe también destacar que la escena donde aparece Wayne por primera vez se rodó la última y que Ford lo hizo así porque, después del castigo que le dio durante todo el rodaje, Wayne ya tenía la cara de sufrimiento que requería el personaje de Ringo.

## Recepción
La obra cinematográfica tuvo éxito de taquilla y ayudó a restablecer así el prestigio del género wéstern. Además, lanzó a John Wayne a la fama y se convirtió en la primera de muchas películas de John Ford con John Wayne como actor protagonista.

## Premios y nominaciones

### Premios Óscar
En la 12.ª ceremonia de los Premios Óscar, la película estuvo nominada a siete categorías y ganó en dos:
| Año  | Categoría                         | Receptor                                                 | Resultado  |
| ---- | --------------------------------- | -------------------------------------------------------- | ---------- |
| 1940 | Mejor producción sobresaliente    | United Artists                                           | Candidato  |
| 1940 | Mejor director                    | John Ford                                                | Candidato  |
| 1940 | Mejor actor de reparto            | Thomas Mitchell                                          | Ganador    |
| 1940 | Mejor dirección de arte           | Alexander Toluboff                                       | Candidato  |
| 1940 | Mejor orquestación                | Richard Hageman, Frank Harlin, John Leipold y Leo Shuken | Ganadores  |
| 1940 | Mejor fotografía - Blanco y negro | Bert Glennon                                             | Candidato  |
| 1940 | Mejor montaje                     | Otho Lovering y Dorothy Spencer                          | Candidatos |

National Board of Review
| Año  | Reconocimiento                | Resultado |
| ---- | ----------------------------- | --------- |
| 1939 | Diez películas más destacadas | Incluida  |